# Nick Willis
Nicholas Ian Willis (Lower Hutt, 25 aprile 1983) è un mezzofondista neozelandese.

## Biografia
La sua affermazione più importante è stata la conquista della medaglia d'argento alle olimpiadi di Pechino, nella specialità dei 1500 metri, come specificato oltre. Ha vinto la medaglia d'oro sui 1.500 metri ai Giochi del Commonwealth di Melbourne del 2006. In precedenza aveva partecipato sulla stessa distanza sia alle Olimpiadi di Atene 2004 sia ai Campionati del mondo di atletica leggera 2005, ma in entrambe le occasioni fu eliminato in semifinale.
Ai Campionati del mondo di atletica leggera 2007 ad Osaka avrebbe ottenuto lo stesso risultato, sempre sui 1.500, ma la squalifica dell'atleta francese Mehdi Baala gli ha permesso di arrivare in finale, dove tuttavia non ha preso medaglie. Ai Giochi olimpici di Pechino, con un grande recupero nel finale, coglie un inaspettato bronzo, dietro all'atleta del Bahrein Rashid Ramzi e al keniota Asbel Kiprop che, dopo oltre un anno, diventa argento in seguito alla squalifica per doping dell'atleta bahreinita. Ha inoltre ottenuto la medaglia di bronzo ai campionati del mondo indoor e ai giochi olimpici di Rio, sempre nei 1500 metri, sempre nello stesso anno (2016).
Il 27 luglio 2012 è stato portabandiera per la Nuova Zelanda alla cerimonia di apertura dei Giochi della XXX Olimpiade a Londra.
Vive alcune settimane in estate a Spoleto (Pg), dove, grazie all'amicizia di un personaggio sportivo locale, Piergiorgio Conti, ha trovato il luogo ideale per allenarsi e vivere in tranquilla serenità con la famiglia, composta dalla moglie Sierra e i due figli.
È anche conosciuto per essere detentore di un record di longevità sul miglio, infatti il 2022 sarebbe il 20º anno consecutivo in cui Nick scende sotto i 4 minuti nella specialità.

## Palmarès
| Anno | Manifestazione          | Sede           | Evento       | Risultato  | Prestazione | Note                                     |
| ---- | ----------------------- | -------------- | ------------ | ---------- | ----------- | ---------------------------------------- |
| 2006 | Giochi del Commonwealth | Melbourne      | 1500 m piani | Oro        | 3'38"49     |                                          |
| 2007 | Mondiali                | Osaka          | 1500 m piani | 10º        | 3'36"13     |                                          |
| 2008 | Mondiali indoor         | Valencia       | 1500 m piani | Finale     | dq          |                                          |
| 2008 | Giochi olimpici         | Pechino        | 1500 m piani | Argento    | 3'34"16     |                                          |
| 2010 | Giochi del Commonwealth | Delhi          | 1500 m piani | Bronzo     | 3'42"38     |                                          |
| 2011 | Mondiali                | Taegu          | 1500 m piani | 12º        | 3'38"69     |                                          |
| 2012 | Giochi olimpici         | Londra         | 1500 m piani | 9º         | 3'36"94     |                                          |
| 2013 | Mondiali                | Mosca          | 1500 m piani | Semifinale | 3'43"80     |                                          |
| 2014 | Mondiali indoor         | Sopot          | 1500 m piani | Finale     | dq          |                                          |
| 2014 | Giochi del Commonwealth | Glasgow        | 1500 m piani | Bronzo     | 3'39"60     |                                          |
| 2014 | Giochi del Commonwealth | Glasgow        | 5000 m piani | 10º        | 13'34"46    |                                          |
| 2015 | Mondiali                | Pechino        | 1500 m piani | 6º         | 3'35"46     |                                          |
| 2016 | Mondiali indoor         | Portland       | 1500 m piani | Bronzo     | 3'44"37     |                                          |
| 2016 | Giochi olimpici         | Rio de Janeiro | 1500 m piani | Bronzo     | 3'50"24     |                                          |
| 2017 | Mondiali                | Londra         | 1500 m piani | 8º         | 3'36"82     |                                          |
| 2021 | Giochi olimpici         | Tokyo          | 1500 m piani | Semifinale | 3'35"41     | Miglior prestazione personale stagionale |

## Campionati nazionali
2000
- Oro ai campionati neozelandesi under-18, 800 m piani - 1'53"36

2001
- Oro ai campionati neozelandesi under-18, 1500 m piani - 3'55"38
- Oro ai campionati neozelandesi under-18, 800 m piani - 1'51"60

2006
- Oro ai campionati neozelandesi, 1500 m piani - 3'50"77

2008
- Oro ai campionati neozelandesi, 1500 m piani - 3'44"46

2010
- Oro ai campionati neozelandesi, 3000 m piani - 8'15"12

2011
- Oro ai campionati neozelandesi, 5000 m piani - 14'34"42

2012
- Oro ai campionati neozelandesi, 5000 m piani - 13'54"29

2015
- Oro ai campionati neozelandesi, 1500 m piani - 3'50"90

2016
- Oro ai campionati neozelandesi, 3000 m piani - 8'00"09

2020
- Oro ai campionati neozelandesi, 1500 m piani - 3'42"94

## Altre competizioni internazionali
2004
- Argento al Prefontaine Classic ( Eugene), miglio - 3'53"51
- 9º al Golden Gala ( Roma), 1500 m piani - 3'38"71

2005
- 11º ai Bislett Games ( Oslo), miglio - 3'53"43

2006
- Bronzo in Coppa del mondo ( Atene), 1500 m piani - 3'54"76

2008
- Bronzo alla World Athletics Final ( Stoccarda), 1500 m piani - 3'38"22
- Argento al Prefontaine Classic ( Eugene), miglio - 3'50"66
- Bronzo all'Herculis ( Monaco), 1500 m piani - 3'33"51
- Bronzo al Memorial Van Damme ( Bruxelles), 1500 m piani - 3'36"23

2011
- 10º al Prefontaine Classic ( Eugene), miglio - 3'51"95
- Bronzo al Bauhaus-Galan ( Stoccolma), 1500 m piani - 3'34"49
- Argento all'Adidas Grand Prix ( New York), 1500 m piani - 3'36"46
- 4º all'Herculis ( Monaco), 1500 m piani - 3'31"79

2012
- 7º al Prefontaine Classic ( Eugene), miglio - 3'51"77
- Bronzo all'Herculis ( Monaco), 1500 m piani - 3'30"35
- 11º all'Athletissima ( Losanna), 1500 m piani - 3'34"85

2014
- Argento ai Bislett Games ( Oslo), miglio - 3'49"83
- 7º all'Herculis ( Monaco), 1500 m piani - 3'29"91

2015
- Argento all'Adidas Grand Prix ( New York), 5000 m - 13'29"78
- 5º all'Herculis ( Monaco), 1500 m piani - 3'29"66

2016
- 4º ai Bislett Games ( Oslo), miglio - 3'52"26

2017
- 10º all'Herculis ( Monaco), 1500 m piani - 3'34"74

2018
- 6º ai London Anniversary Games ( Londra), 1500 m piani - 3'35"77
- 9º al Meeting de Paris ( Parigi), 1500 m piani - 3'36"26

2019
- 19º al Golden Gala ( Roma), 5000 m piani - 13'56"94
- 11º ai London Anniversary Games ( Londra), miglio - 3'55"45
- 14º al Prefontaine Classic ( Eugene), miglio - 3'59"55
- 14º al Meeting de Paris ( Parigi), 1500 m piani - 3'37"33